# Lotofagerna

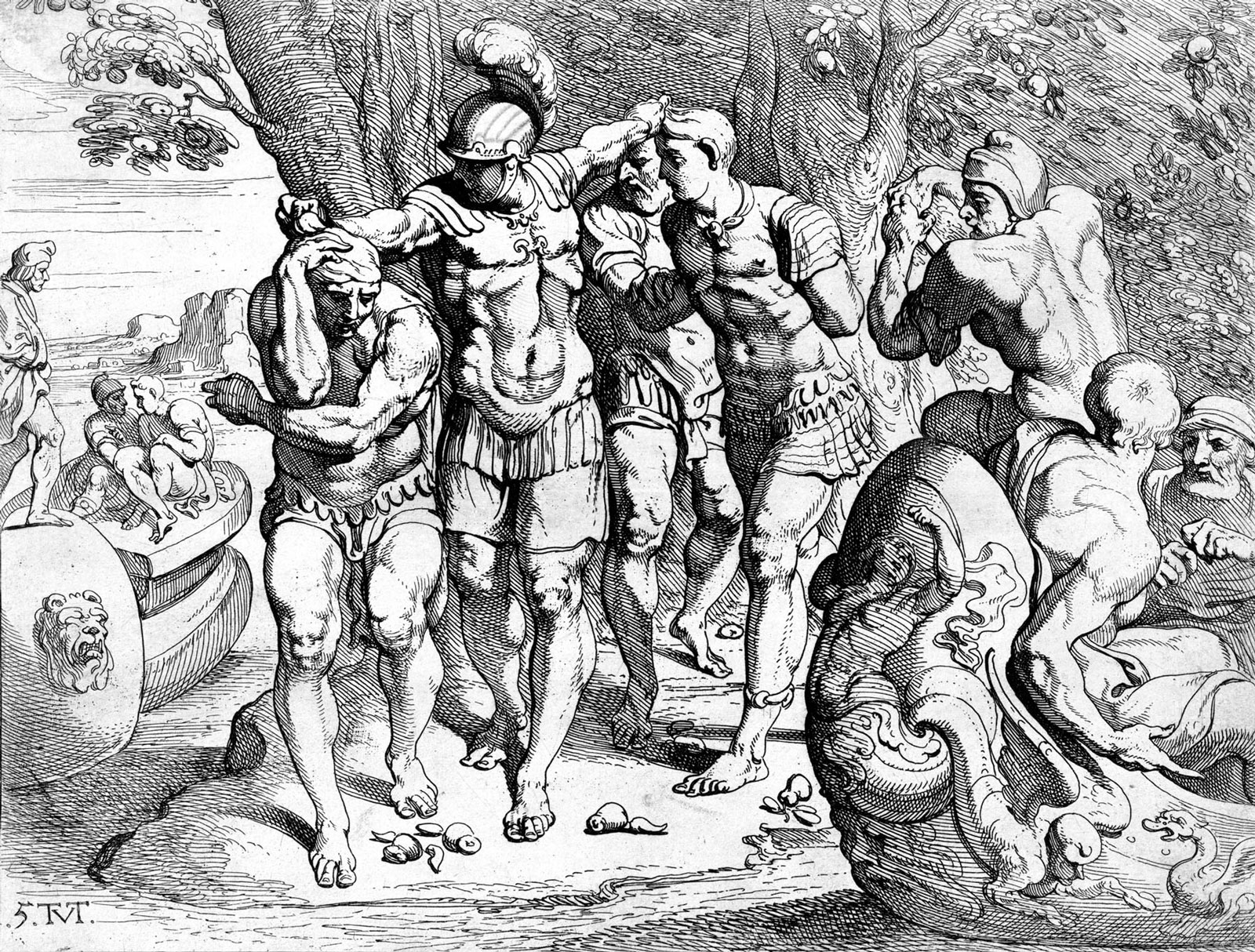
Odysseus leder sina mannar bort från lotofagerna, gravyr från 1700-talet

Lotofagerna, eller lotusätarna, är ett sagofolk från den grekiska mytologin som förekommer i Homeros klassiska diktverk Odysséen. Enligt sägnen bor lotofagerna på en ö utanför Nordafrika, och deras huvudsakliga föda består av lotusblommor. Lotusblomman är en plommonliknande frukt som man blir glömsk och lycklig av att äta.
På väg hem från det Trojanska kriget blir Odysseus skepp vinddrivet och han hamnar på lotofagernas ö. Där skickar Odysseus iväg tre av sina följeslagare för att inspektera ön. Men då männen äter av frukterna förlorar de allt minne av sin hembygd och all åtrå att återvända. Slutligen lyckas Odysseus med våld återföra sina män till skeppet så att de kan segla vidare.
Carl-Göran Ekerwald har skrivit boken Lotusätarna: fyra essäer.

## Lokalisering
Herodotos som levde på 400-talet före Kristus skrev att lotofagerna fortfarande existerade, höll till utanför Libyens kust, levde helt från lotusfrukten och även hade lyckats utvinna en typ av vin från den. Polybios identifierade Djerba (under antiken känd som Meninx) utanför Tunisiens kust som lotusätarnas ö, något som även Strabon påstod.